# استنفورد (بيدفوردشير)
استنفورد (بالإنجليزية: Stanford, Bedfordshire)‏ هي قرية تقع في المملكة المتحدة في شرق انجلترا.